# Gal (jednotka)
Gal, někdy též galileo je starší jednotka zrychlení, která se tradičně používá v gravimetrii. Označuje zrychlení 1 cm/s². Jednotka, která je odvozenou jednotkou soustavy CGS je pojmenována podle Galilea Galilei. Odpovídá zrychlení 0,01 m/s² přesně.